# كولن ميرفي (لاعب هوكي جليد)
كولن ميرفي هو لاعب هوكي جليد كندي، ولد في 11 أبريل 1980 في فورت ماكموراي في كندا.

## وصلات خارجية
- كولن ميرفي على موقع دوري الهوكي الوطني (الإنجليزية)
- كولن ميرفي على موقع EliteProspects.com (الإنجليزية)
- كولن ميرفي على موقع HockeyDB.com (الإنجليزية)